# Oum el-Bouaghi
Oum el-Bouaghi è una città dell'Algeria, capoluogo della provincia omonima e del distretto omonimo. In passato ebbe nome anche Can Robert e Sidi R'Ghis.